# GCIDE
Pour les articles homonymes, voir CIDE.
GCIDE est une version logicielle du dictionnaire de la langue anglaise CIDE (« Collaborative International Dictionary of English »). C'est une application libre distribuée sous la forme de fichiers ASCII contenant 130 633 mots-clés en langue anglaise.

## Historique
GCIDE était à l'origine maintenu pour le projet GNU par l'association à but non lucratif World Soul (située à Plainfield dans l'État du New Jersey aux États-Unis). Ce projet est ainsi distribué comme un paquet GNU jusqu'en 2003. Une version au format XML avait par ailleurs été réalisée le 16 juin 2002.
Le projet est ensuite maintenu dans les années 2010/2011 par le développeur Debian Ritesh Raj Sarraf. La dernière version (0.48-8) qu'il réalise le 2 février 2011 restait donc disponible dans le réseau des distributions GNU/Linux de la famille Debian comme Ubuntu. Cette branche n'est plus active depuis octobre 2011, probablement depuis la reprise du projet par Sergey Poznyakoff, le mainteneur du paquet GNU Dico.

## Collaborative International Dictionary of English
Le dictionnaire CIDE (en anglais « Collaborative International Dictionary of English ») était un dictionnaire basé sur la version de 1913 du Webster puis complété avec quelques données du WordNet. 
Plusieurs versions logicielles de ce dictionnaire sont maintenues jusqu'au début des années 2000, parmi lesquelles:
- GCIDE, la version du projet GNU.
- Une version alors maintenue par le groupe de développement DICT[2].
- Une version alors maintenue par le projet Gutenberg[2].
- Une version alors maintenue par le projet ARTFL de l'université de Chicago[2].